# دانيال غادييف
دانيال غادييف (بالبلغارية: Даниел Гаджев)‏ هو لاعب كرة قدم بلغاري في مركز الوسط، ولد في 21 أغسطس 1985 في بلغاريا. لعب مع نادي لوكوموتيف صوفيا.

## وصلات خارجية
- دانيال غادييف على موقع قاعدة بيانات كرة القدم.إي يو (الإنجليزية)
- دانيال غادييف على موقع Soccerway.com (الإنجليزية)